# Angolas damlandslag i fotboll
Angolas damlandslag i fotboll representerar Angola i fotboll på damsidan. Dess förbund är Federação Angolana de Futebol.